# Pomatoschistus quagga
Pomatoschistus quagga – gatunek morskiej ryby z rodziny babkowatych (Gobiidae).
Występuje w zachodniej części Morza Śródziemnego po Adriatyk. Osiąga do 6 cm długości.